# 脱落
脱落（だつらく）というのは、抜け落ちることである。「欠落（けつらく）」とも言うが、こちらはなくてはならない物が抜けるというイメージが強い。人の場合は、他人について行けずに取り残される意味もあり、こちらは「落伍（らくご）」ともいう。この用法は選手権競技などに使うが、訳語の「ドロップアウト（dropout）」は、既存の社会組織から飛び出した人や学校の中途退学の意にも使う。

## 書籍における脱落
書籍においては、本のページが抜けていたり、文字がとんでいたりすることで、いわゆる乱丁の一種である。特に、文字が脱することを「脱字（だつじ）」といい、校正記号では、本来その文字が入るべき箇所に線を引き、その一端をY字状に広げ（線を曲げてもよい）その間に脱落した字を入れる。